# ایرج لاله‌زاری
ایرج لاله‌زاری (۱۹۳۰–۲۰۱۹) دانشگاهی یهودی الاصل اهل ایران بود. رشته تحصیلی او شیمی آلی و فارماکولوژی بود. وی در سال ۱۳۵۸ در پی تغییر حکومت ایران، این کشور را ترک کرد و در آمریکا اقامت گزید و تحصیلات دانشگاهی خود را ادامه داد.

## جوایز
لاله‌زاری در سال ۱۹۵۴ برنده مدال لاووازیه شد که توسط انجمن شیمی فرانسه به وی اعطا شد. او همچنین به دلیل مطالعات برجسته اش از سوی محمدرضا شاه و فرح پهلوی جایزه دریافت کرد.